# Бжозово-Має
Бжозово-Має (пол. Brzozowo-Maje) — село в Польщі, у гміні Дзежґово Млавського повіту Мазовецького воєводства.
Населення — 79 осіб (2011).
У 1975-1998 роках село належало до Цехановського воєводства.

## Демографія
Демографічна структура станом на 31 березня 2011 року:
|          | Загалом | Допрацездатний вік | Працездатний вік | Постпрацездатний вік |
| -------- | ------- | ------------------ | ---------------- | -------------------- |
| Чоловіки | 34      | 4                  | 25               | 5                    |
| Жінки    | 45      | 9                  | 23               | 13                   |
| Разом    | 79      | 13                 | 48               | 18                   |